# Wakacje pana Hulot
Wakacje pana Hulot (fr. Les Vacances de Monsieur Hulot) – francuska komedia filmowa z 1953 roku w reżyserii Jacques’a Tatiego. Drugi film francuskiego komika jest zarazem debiutem granej przez niego postaci pana Hulota, przygarbionego poczciwca z fajką w ustach, który podczas wakacji nad morzem nieświadomie wywołuje chaos w uporządkowanym i monotonnym życiu innych turystów.
Gdy Tati odmówił nakręcenia kontynuacji przygód listonosza z filmu Dnia świątecznego, jego celem stało się powołanie własnego alter ego w postaci Hulota. Za wzorzec dla osobliwej ekranowej postaci posłużył kolega Tatiego z wojska oraz architekt pracujący nad domem komika. a także skecz z 1900 roku – Little Tich And His Funny Feet.
Wakacje pana Hulot cieszyły się niebywałym powodzeniem, zdobywając nagrodę Louis Delluca dla najlepszego filmu. Jamie Russell na stronie BBC ocenił film jako najlepszy w karierze reżysera, podczas gdy Jonathan Rosenbaum porównał kreację Tatiego do dzieł Charliego Chaplina i Bustera Keatona. Wpływ dzieła Tatiego sięga takich komików jak Rowan Atkinson, którego film Wakacje Jasia Fasoli odwołuje się do podobnego tematu i walorów komicznych.